# Chanteuges
Chanteuges ist eine französische Gemeinde mit 408 Einwohnern (Stand 1. Januar 2022) im Département Haute-Loire in der Region Auvergne-Rhône-Alpes (vor 2016 Auvergne). Sie gehört zum Arrondissement Brioude und zum Kanton Gorges de l’Allier-Gévaudan. Die Einwohner werden Chanteugeois genannt.

## Geographie
Chanteuges liegt etwa 29 Kilometer westnordwestlich von Le Puy-en-Velay am Fluss Allier und seinem Zufluss Desges.
Nachbargemeinden von Chanteuges sind Langeac im Norden und Westen, Saint-Arcons-d’Allier im Osten und Nordosten, Saint-Julien-des-Chazes im Südosten sowie Pébrac im Süden.

## Bevölkerungsentwicklung
| Jahr                       | 1962 | 1968 | 1975 | 1982 | 1990 | 1999 | 2006 | 2011 | 2018 |
| -------------------------- | ---- | ---- | ---- | ---- | ---- | ---- | ---- | ---- | ---- |
| Einwohner                  | 512  | 454  | 358  | 348  | 376  | 403  | 411  | 436  | 437  |
| Quellen: Cassini und INSEE |      |      |      |      |      |      |      |      |      |

## Sehenswürdigkeiten
- Priorat von Chanteuges mit der Kirche Saint-Marcellin (auch: Saint-Saturnin), Monument historique von 1840

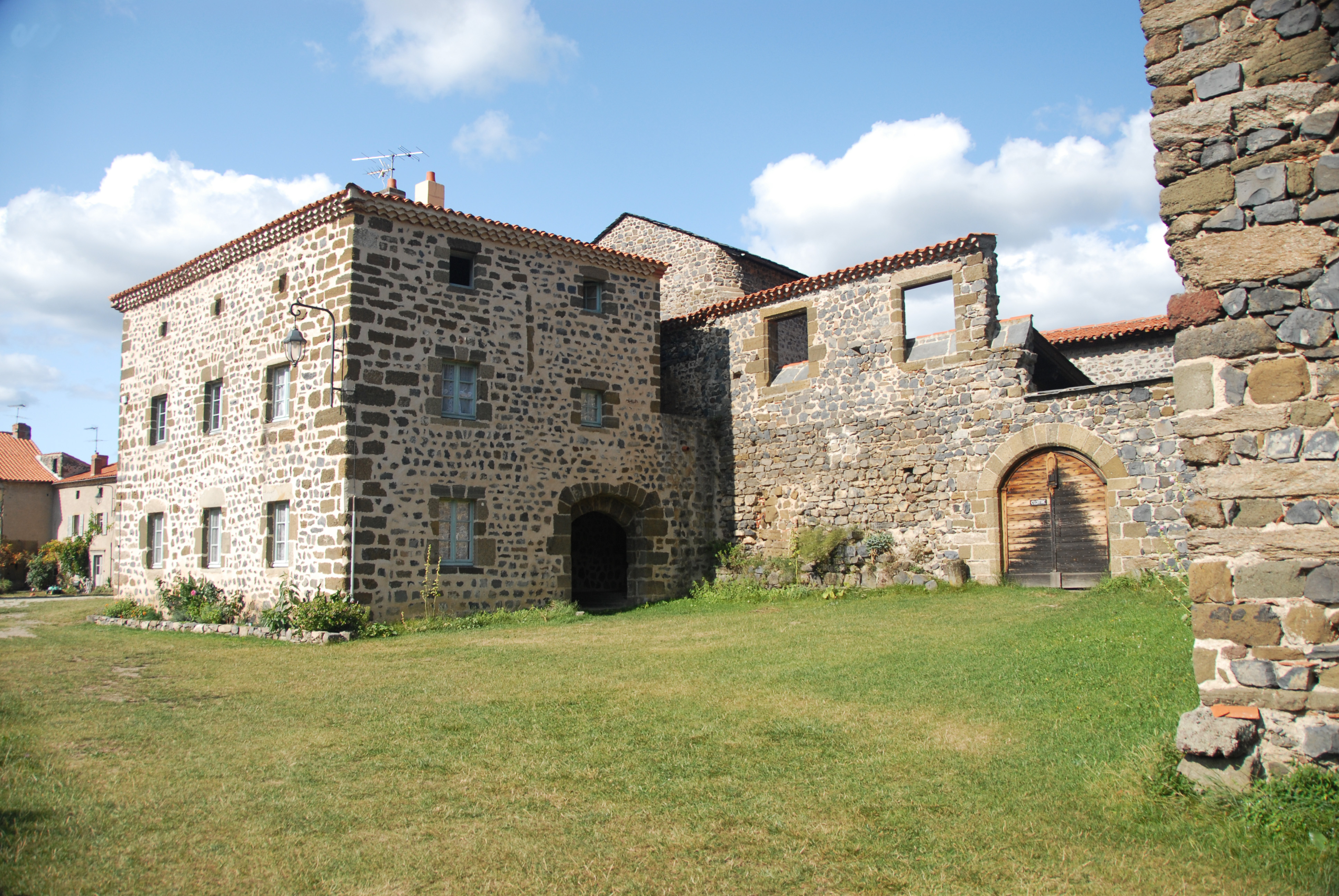
Priorat
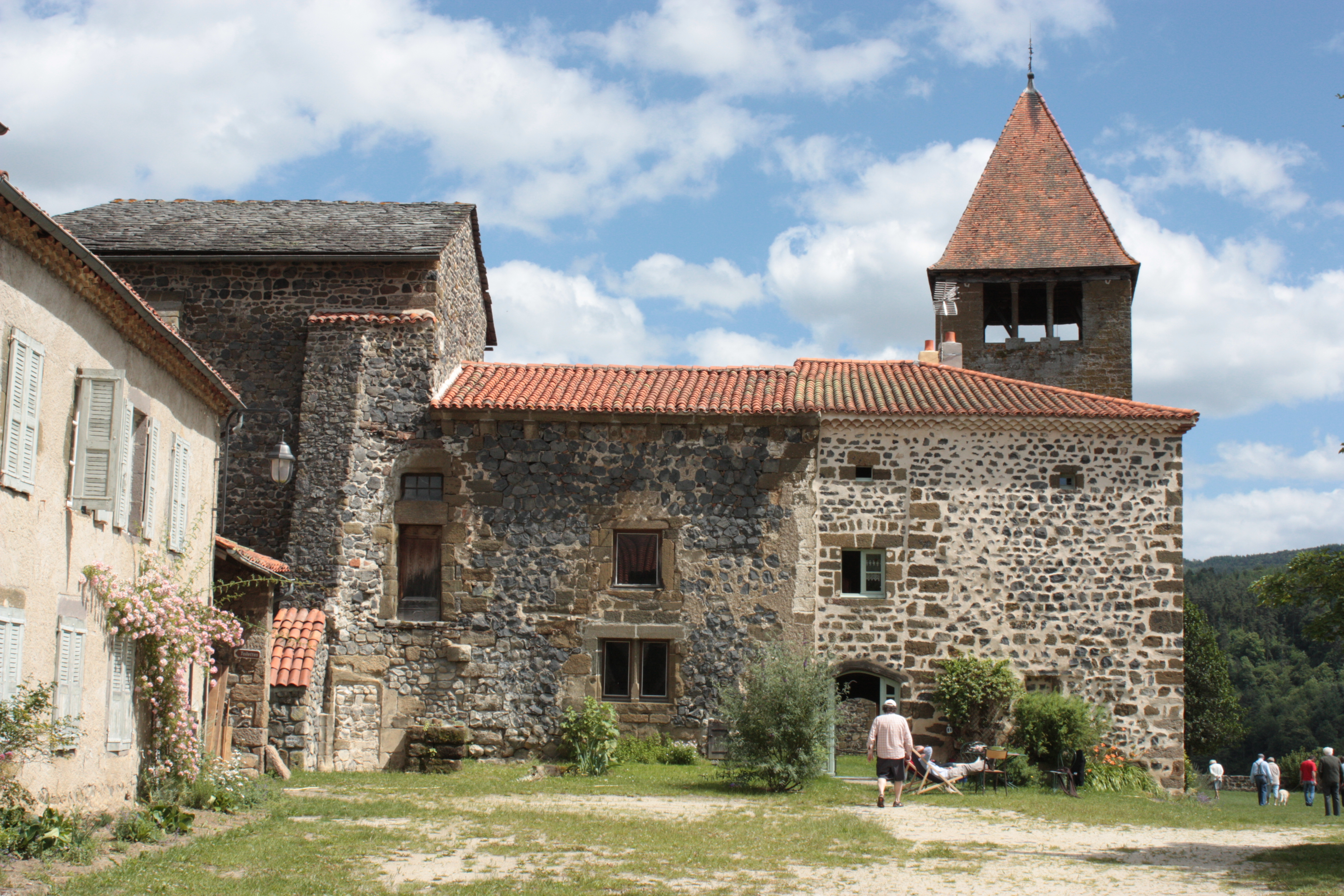
Kirche Saint-Marcellin